# Cape Flats

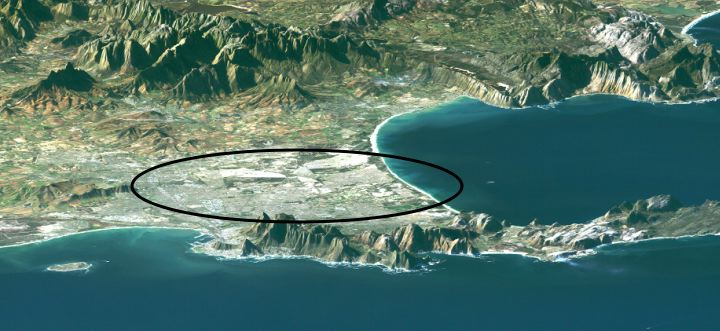
Immagine dal satellite di Città del Capo e dintorni, rivolta circa verso est. In primo piano si vede la Penisola del Capo; a sinistra Table Bay e Robben Island; a destra False Bay con Seal Island. Sullo sfondo le montagne Boland. L'ovale (l'asse maggiore corrisponde a circa 25 km) copre grossolanamente le Cape Flats

Le Cape Flats ("pianure del capo", in afrikaans Die Kaapse Vlakte) sono una zona pianeggiante, in espansione, situata a sudest del centro urbano di Città del Capo. I capetoniani le chiamano semplicemente "The Flats", e rappresentano il "ghetto nero" (o township) della città.
Storicamente, le Flats furono in qualche modo il teatro delle prove generali dell'apartheid; all'inizio del XX secolo, infatti, un'epidemia di peste bubbonica convinse il governo di quella che si chiamava Colonia del Capo a confinare la popolazione nera in queste area allo scopo di contenere il contagio. Nel 1950, dopo la vittoria politica del National Party e il varo delle leggi sulla segregazione razziale, le Flats divennero ufficialmente il luogo assegnato dalle autorità alla popolazione "non bianca". Da allora, le Flats sono abitate dalla maggioranza della popolazione della Greater Cape Town.

## Geografia fisica e storia antica

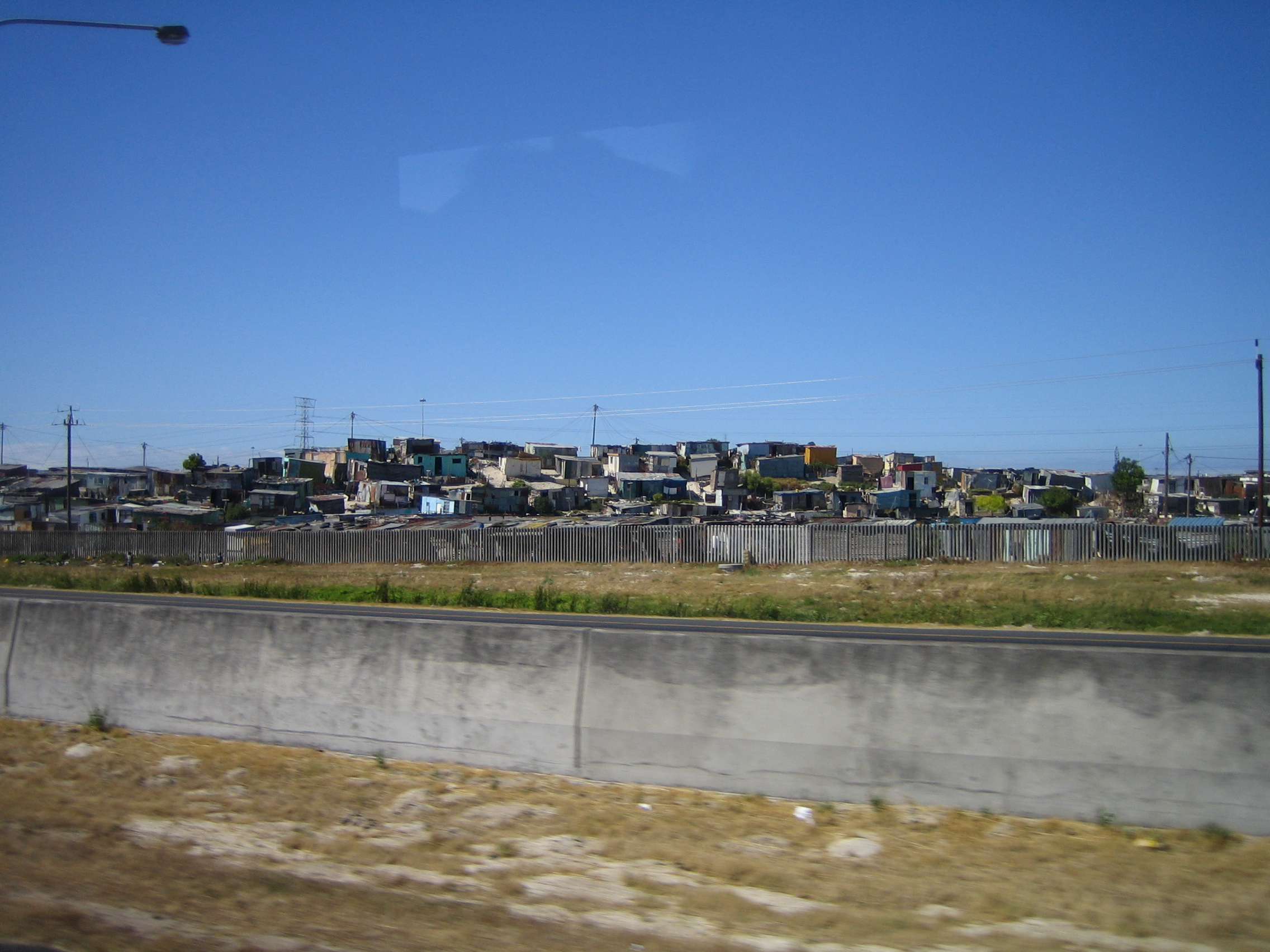
Baraccopoli di Cape Flats

In termini geologici, le Flats sono essenzialmente costituite di sabbia trasportata dal vento dalle spiagge vicine nell'arco di centinaia di migliaia di anni. Sotto la sabbia si trova quasi ovunque lo scisto di Malmesbury oppure (sul margine occidentale, fra Zeekoevlei e Claremont) il granito del Capo. A ovest, i Flats terminano nelle alture che salgono verso le montagne della Penisola del Capo; a est, il terreno sale verso la catena degli Hottentots Holland.
La maggior parte della sabbia delle Flats non si è consolidata; solo in alcuni luoghi presso la costa della Falsa Baia le dune si sono trasformate in una morbida arenaria. In queste pietre si trovano importanti fossili di animali estinti come il leone del Capo e reperti archeologici che rivelano la presenza di cacciatori dell'età della pietra nella zona, decine di migliaia di anni fa.
Come in tutto il Capo, il clima è mediterraneo, con estati calde e secche e inferni freschi e umidi. La zona è esposta al vento, soprattutto di nordovest (inverno) e sudest (estate). Le alluvioni sono un problema ricorrente in luglio e agosto. Lunghi periodi freddi e piovosi possono costituire un serio problema per chi vive in ripari di fortuna.

## Verso le Flats moderne
Durante la seconda metà del XIX secolo, per volontà delle autorità coloniali, l'area fu completamente invasa da vegetazione non originaria, soprattutto di origine australiana. Si trattava soprattutto di protee del genere hakea e di un'acacia nota nel Nuovo Galles del Sud come cootamundra wattle. Lo scopo dei coloni era quello di far sì che queste piante contribuissero a stabilizzare il terreno sabbioso, rendendo più semplice la sua attraversata da parte dei carri trainati da buoi. Questo risultato fu in parte raggiunto, sebbene al prezzo di un notevole squilibrio ambientale.
Le Flats sono cambiate radicalmente nel costo della seconda metà del XX secolo. Nel 1950 l'area era disabitata; c'era una singola, stretta strada che le attraversava, e che andava da Città del Capo allo Strand fra muri di Acacia cyclops (un'altra pianta importata dai coloni). Fra le acacie abbondavano le antilopi. I militari usavano la zona per le esercitazioni e i pochi contadini coltivavano ortaggi nelle rare aree non sabbiose.
Durante l'apartheid (a partire dalla fine degli anni quaranta), nelle Flats vennero realizzati enormi progetti edili allo scopo di spingere in questa zona la comunità non bianca, allontanandola dal centro di Città del Capo e dai quartieri occidentali, i quartieri white-only dove ai neri non era concesso prendere residenza. Molte township nere come
Khayelitsha e Gugulethu si svilupparono spontaneamente nella zona. Alcuni degli abitanti delle Flats in quest'epoca erano "abusivi" persino tra le baracche, in quanto l'etnia Xhosa, secondo il governo, aveva diritto di risiedere solo nelle "homeland" del Transkei o nel Ciskei.

## Dopo l'apartheid
Nonostante la fine dell'apartheid, fattori storici, linguistici, economici e politici contribuiscono a fare ancora delle Flat un ghetto da cui la maggior parte della popolazione nera di Città del Capo ha difficoltà a uscire. All'interno delle Flats si possono ancora delineare dei sottogruppi culturali distinti; per esempio, a Mitchell's Plain i coloured parlano afrikaans; a Khayelitsha gli Xhosa parlano xhosa e inglese, e così via.

## La cultura delle Flats
Le Flats hanno una storia culturale importante; i loro abitanti hanno dato luogo nel tempo a notevoli fenomeni in campo musicale, religioso e politico.
Fra i musicisti celebri originari delle Cape Flats si possono citare i jazzisti Abdullah Ibrahim e Basil Coetzee, e l'artista pop Brenda Fassie; significativo è anche il movimento Hip hop delle Flats (per esempio, vedi , ).
Le comunità religiose nate nelle Flats includono congregazioni di lingua afrikaans afferenti alla Chiesa Riformata e al movimento Rastafariano; ma anche gruppi che preservano i culti tradizionali Xhosa, le chiese cristiane Xhosa, e le chiese evangeliche. Nelle Flats si trova anche la più grande comunità musulmana dell'Africa meridionale.
La storia politica delle Flats è estremamente complessa. I Colored hanno dato vita a movimenti trotzkisti, e all'United Democratic Front negli anni ottanta, arrivando però persino a sostenere il National Party dell'apartheid. Più recentemente si sta diffondendo nelle Flats la simpatia per il Congresso Nazionale Africano, e per movimenti di sinistra come la Treatment Action Campaign. Non sono storicamente mancati anche gruppi islamici violenti.
Quasi tutte le comunità delle Flats vivono in condizioni di grave povertà. Fra i numerosi problemi sociali che affliggono l'area c'è un elevato grado di disoccupazione e di criminalità. Fra gli anni novanta e i primi anni 2000 si sono registrati numerosi scontri a fuoco fra le bande suburbane e un'organizzazione di vigilanti, di stampo islamico, nota come People Against Gangsterism and Drugs.
Numerose organizzazioni cercano la via nonviolenta per combattere la povertà, il crimine e i problemi sanitari, e il loro ruolo nella società civile dell'area è oggi piuttosto importante.